# Stenocoelium popovii
Stenocoelium popovii är en flockblommig växtart som beskrevs av V.M.Vinogr. och Fedor. Stenocoelium popovii ingår i släktet Stenocoelium och familjen flockblommiga växter. Inga underarter finns listade i Catalogue of Life.